# 玄武洞ミュージアム

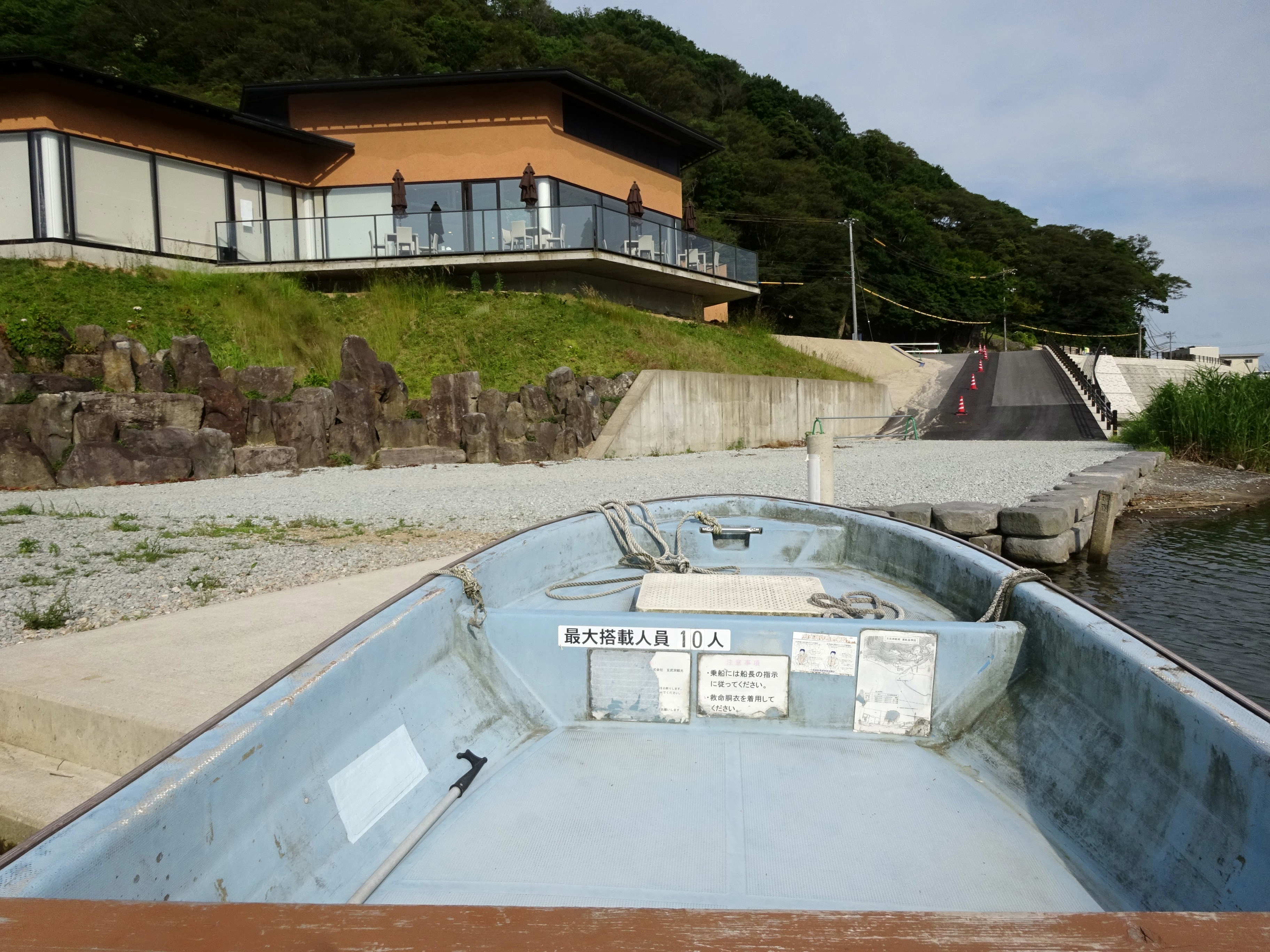
玄武洞渡船から見た船着場と同ミュージアム

公益財団法人 玄武洞ミュージアム（こうえきざいだんほうじん げんぶどうミュージアム）は、兵庫県豊岡市の玄武洞公園にある石と豊岡杞柳細工の私設博物館。玄武洞、世界の鉱石、鉱物、化石に関する資料の収集・保管・展示及び関連する調査研究、学習会等の開催等などの事業を実施している。

## 概要
1972年（昭和47年）に開館した博物館で、世界中から集めた珍しい石を中心におよそ2500点余り収蔵しているほか、1200年の伝統を持つ国の伝統的工芸品である豊岡杞柳細工を展示している。
玄武洞ミュージアムでは主に鉱石や化石を中心に４つのコーナーに分けて展示している。アジアゾウをはじめ、山陰海岸や、但馬地域の5億年の歩み、玄武洞に関する岩石・資料を展示している「岩石ゾーン」、アマゾナイトや孔雀石、アクアマリンなどの宝石、砂漠のバラや菱マンガン鉱、黄鉄鉱、インカローズ、クリソコラ、オブシディアンなどの自然が創りだす鉱石や光る石を展示する「鉱物ゾーン」、ティラノサウルス全身骨格、シーラカンスやカニ、エビなど様々な化石を展示する「化石ゾーン」、豊岡杞柳細工の歴史や技術を紹介する杞柳ゾーン」がある。いずれも第一級の鉱石である。
ショップでは豊岡鞄や豊岡杞柳細工をはじめとする地元の特産品や各種土産物の販売を行っており、レストランでは但馬牛などの食事を提供している。
体験プログラムでは、化石や宝石の発掘、豊岡杞柳細工のかご編みなどを体験できる。
兵庫県博物館協会加盟館。全国歴史民俗系博物館協議会加盟館。全国科学博物館協議会加盟館。博物館法に基づく兵庫県教育委員会登録博物館である。

## 沿革
- 1972年（昭和47年） - 玄武洞資料館が開館する
- 1983年（昭和58年） - 豊岡杞柳細工ミュージアムを開設する
- 2018年（平成30年） - リニューアルオープン[6]

## 施設概要

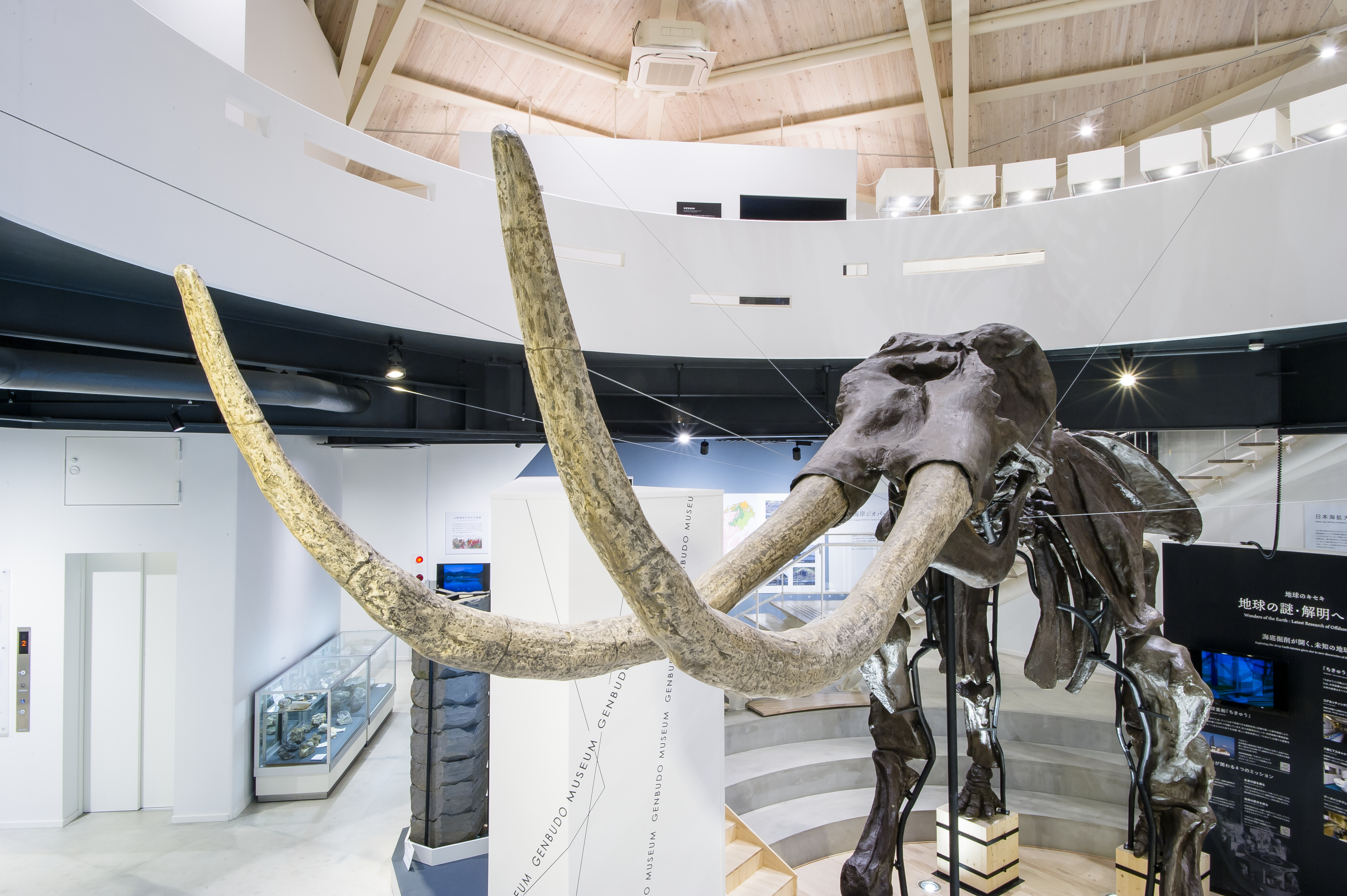
アジアゾウ全身骨格（岩石ゾーン）

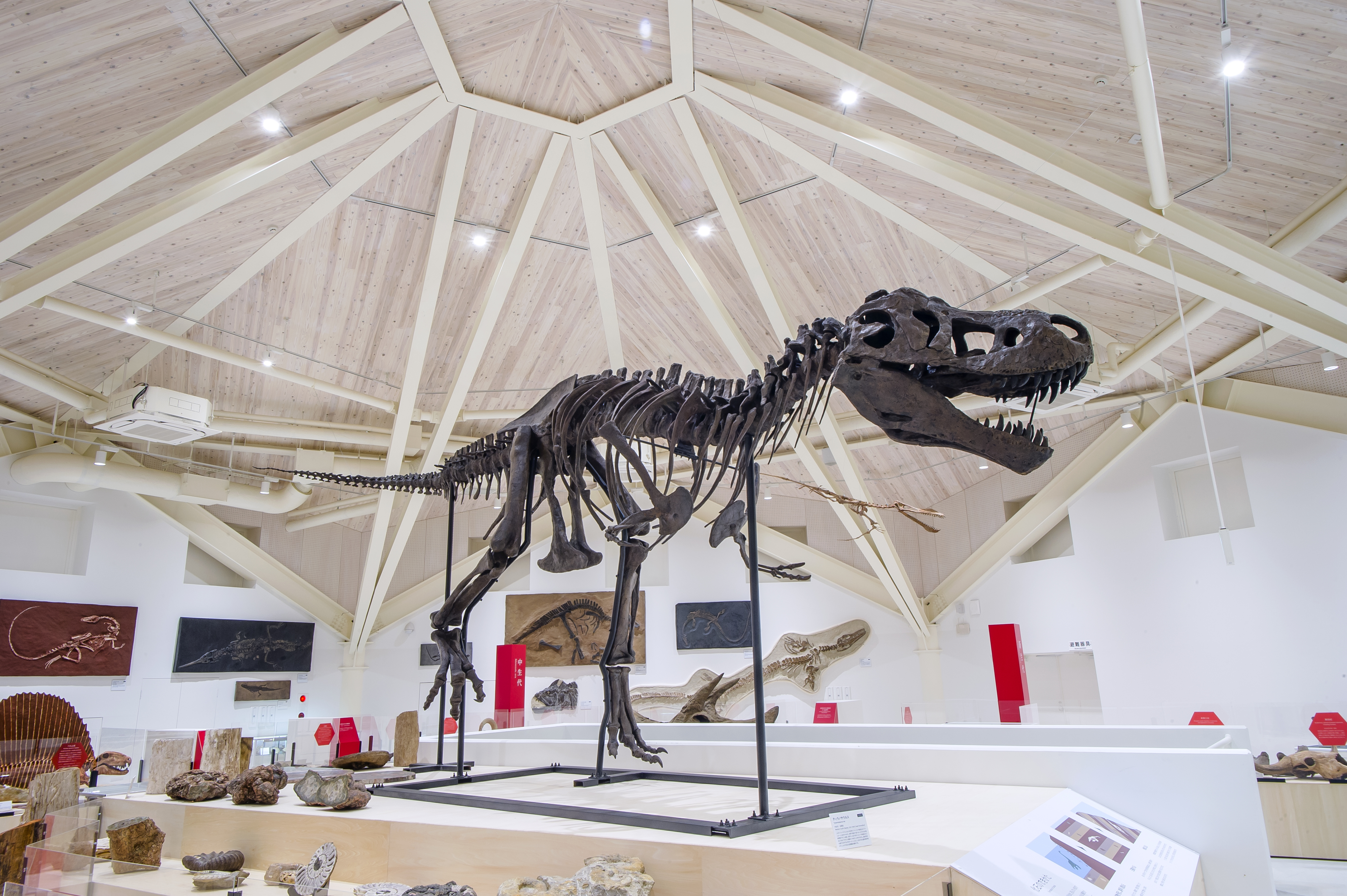
ティラノサウルス全身骨格（化石ゾーン）

### ミュージアム棟
- 岩石ゾーン（1階）
  - 玄武洞
  - 玄武岩
  - 但馬ジオ
  - 但馬三山
  - 山陰海岸ジオパーク
  - 地球のキセキ
  - 奇石ギャラリー
  - 但馬の恵み
- 杞柳ゾーン（1階）
  - 豊岡杞柳細工
  - 杞柳細工の変遷
  - 編み細工の世界
  - 杞柳細工の技術
- 鉱物ゾーン（2階）
  - 鉱物の誕生
  - 鉱物コレクション
  - 鉱物の分類
  - おもしろい石
  - 光る石
- 化石ゾーン（2階）
  - 化石の世界
  - 進化の軌跡

### 店舗棟
- ショップ
  - 豊岡杞柳細工
  - 但馬の特産品・民芸品
  - 玄武洞のお土産
  - 豊岡鞄
- 菓子工房
  - 玄武洞カステラ、玄さんもち、玄武まんじゅうの製造及び直売
- レストラン&カフェ
- お手洗い

## 利用情報
- 開館時間 - 9 - 17時
- 定休日 - 12/31、1/1、他HPに記載

## 交通
- JR西日本山陰本線 城崎温泉駅からタクシーで約8分
- JR西日本山陰本線 豊岡駅からタクシー、または市営バス「イナカー」赤石行きで約15分、終点「赤石」下車、徒歩約15分　※年度によっては豊岡駅または城崎温泉駅から臨時直通バスが出る時期もあり
- 円山川を挟んで対岸にあるJR西日本山陰本線 玄武洞駅から渡し船で約7分　※当日事前予約要、ミュージアム定休日は運航なし